# Bandverteidiger
Ein Bandverteidiger (lat. defensor vinculi) ist ein Anwalt bei Eheprozessen und Weihenichtigkeitssachen nach katholischem Kirchenrecht, der als „Verteidiger“ oder „Hüter“ des beklagten Ehe- bzw. Weihebandes auftritt (can. 1432 CIC, can. 1096 CCEO). In Streit- und Strafsachen wird der Vertreter des öffentlichen Wohls demgegenüber als Kirchenanwalt (lat. promotor iustitiae) bezeichnet.

## Ehebandverteidiger
Der Ehebandverteidiger (lat. defensor vinculi matrimonialis) ist eine den beiden Gatten gleichgestellte Partei im Eheprozess und streitet von Amts wegen für das Eheband. Seine Aufgabe besteht vor allem darin, in Ehenichtigkeits- und Eheauflösungsverfahren Gründe zu finden, die für den Bestand beziehungsweise die Erhaltung des Ehebandes sprechen (c. 1432 CIC). Er kann zusätzliche Beweiserhebungen beantragen und an der Vernehmung von Zeugen teilnehmen. Zum Abschluss des Verfahrens fasst er seine Bewertung der Sache in einer schriftlichen Stellungnahme zusammen, die den beteiligten Ehegatten vorgelegt wird und der sie widersprechen können. Das Gericht entscheidet unabhängig vom Ehebandverteidiger und muss seinen Einschätzungen nicht folgen.

### Qualifikation
Ähnlich wie ein Richter kann zum Ehebandverteidiger nur bestellt werden, wer ein Studium des kanonischen Rechts mit dem Lizentiat oder Doktorgrad abgeschlossen hat. Nicht erforderlich ist dagegen ein geistliches Amt oder die Priesterweihe. Vielmehr wird das Amt des Ehebandverteidigers an den Kirchengerichten der meisten deutschen Diözesen von Laien ausgeübt. Ein abgeschlossenes Theologiestudium ist allerdings in der Regel Voraussetzung für das (postgraduale) Lizentiatsstudium im kanonischen Recht. In manchen Fällen wird alternativ auch ein abgeschlossenes weltliches Jurastudium als hinreichend anerkannt. 2018 wurde erstmals eine Frau als Ehebandverteidigerin an die Römische Rota berufen.

### Ermittlungen
Die Tätigkeit des Ehebandverteidigers schließt zumeist Ermittlungen ein, die unmittelbar das persönliche Privatleben der Ehegatten betreffen. Wird beispielsweise ein Nichtvollzugsverfahren (c. 1697 CIC) durchgeführt, bei dem die Ehegatten behaupten, sie hätten die Ehe niemals geschlechtlich vollzogen, ist es Aufgabe des Bandverteidigers, Anhaltspunkte dafür zu finden, dass eben doch ein geschlechtlicher Kontakt stattgefunden hat, um die von den Betroffenen vorgelegten Beweise zu entkräften oder ihr Vorbringen unglaubwürdig erscheinen zu lassen. In Verfahren, in denen Willensmängel bei der Eheschließung behauptet werden, sind oftmals psychologische Aspekte zu untersuchen. 
Diese Ermittlungen werden von den Betroffenen bisweilen als belastend empfunden, insbesondere wenn einer der Ehegatten selbst kirchenfern oder nicht katholisch ist und/oder die Notwendigkeit eines solchen Verfahrens nicht anerkennt.